# Palazzo Cadamosto
Il palazzo Cadamosto era un palazzo nobiliare della città italiana di Lodi, già dimora della famiglia Cadamosto. Se ne conserva la sola facciata.

## Storia
Il palazzo venne costruito nel XVII secolo trasformando una precedente costruzione gotica, e fu dimora della nobile famiglia dei Cadamosto.
Gli interni furono rimaneggiati a più riprese, e infine abbattuti negli anni sessanta del XX secolo per fare posto ad un ampliamento dell'adiacente scuola magistrale; la facciata venne invece conservata.

## Caratteristiche
La facciata del palazzo, in stile barocco, prospetta su Via Legnano. Al centro di essa si apre l'opulento portale, sormontato da un balcone con ringhiera in ferro battuto e affiancato da due pilastri con capitelli in forma di mascheroni che sostengono due vasi.
Durante alcuni restauri effettuati negli anni cinquanta del XX secolo emerse una monofora trecentesca sormontata da una cornice ad arco acuto, appartenuta evidentemente alla costruzione primitiva; essendosi rinvenuta una monofora identica anche nell'adiacente palazzo al civico 10, è da ritenersi certo che il palazzo gotico originario avesse un'estensione maggiore.
Verso sud la proprietà dei Cadamosto si estendeva fino all'attuale Via Carducci; al palazzo era infatti annessa una chiesa, intitolata a San Lodovico, fatta costruire da Lodovico Cadamosto intorno al 1600.

### Fonti
- Alessandro Caretta, Notizie da Lodi, in Arte Lombarda, anno VIII, Milano, Edizioni La Rete, 1º semestre 1963,  p. 159, ISSN 0004-3443 (WC · ACNP).
- Armando Novasconi, Il Barocco nel Lodigiano, Lodi, edito dalla Banca mutua popolare agricola di Lodi, 1968,  pp. 200-201, ISBN non esistente, SBN MIL0436579.
- Giorgio Lise, Lodi, i palazzi. Cortili, portali, facciate, Lodi, Lodigraf, 1987,  p. 144, ISBN non esistente, SBN LO10760948.

### Ulteriori approfondimenti
- Antonio Petrucci, Le radici del liceo "Maffeo Vegio", in Archivio storico lodigiano, fascicolo 1, Lodi, edito dalla Società storica lodigiana, 2017,  pp. 325-374, ISSN 0004-0347 (WC · ACNP).